# Mosterøy kommun
Mosterøy kommun (norska: Mosterøy kommune) var en kommun i Rogaland fylke i sydvästra Norge. Tätorten Askje utgjorde kommunens centralort.

## Administrativ historik
Mosterøy kommun upprättades den 1 juli 1884 genom utbrytning ur Rennesøy kommun. Kommunen omfattade då ett område i den mellersta delen av nuvarande Stavangers kommun (Mosterøy socken) samt hela nuvarande Kvitsøy kommun och hade 1 309 invånare vid upprättandet.
Den 1 januari 1923 bröts Kvitsøy kommun ut ur kommunen som då minskade från 1 326 invånare före delningen till 745 invånare efter. Den återstående delen omfattade ett område i den mellersta delen av nuvarande Stavangers kommun (Mosterøy socken).
Den 1 januari 1965 gick Mosterøy kommun åter upp i Rennesøy kommun. Kommunens hade då 817 invånare.
Området utgör sedan den 1 januari 2020 en del av Stavangers kommun.